# Canevalle
Canevalle (anche Canevale o Canevalli) è il cognome di una famiglia di architetti e costruttori barocchi italiani originari di Lanza in Lombardia e attivi a Praga, nella Boemia centrale, settentrionale e orientale nei secoli XVII e XVIII.

## Membri famosi

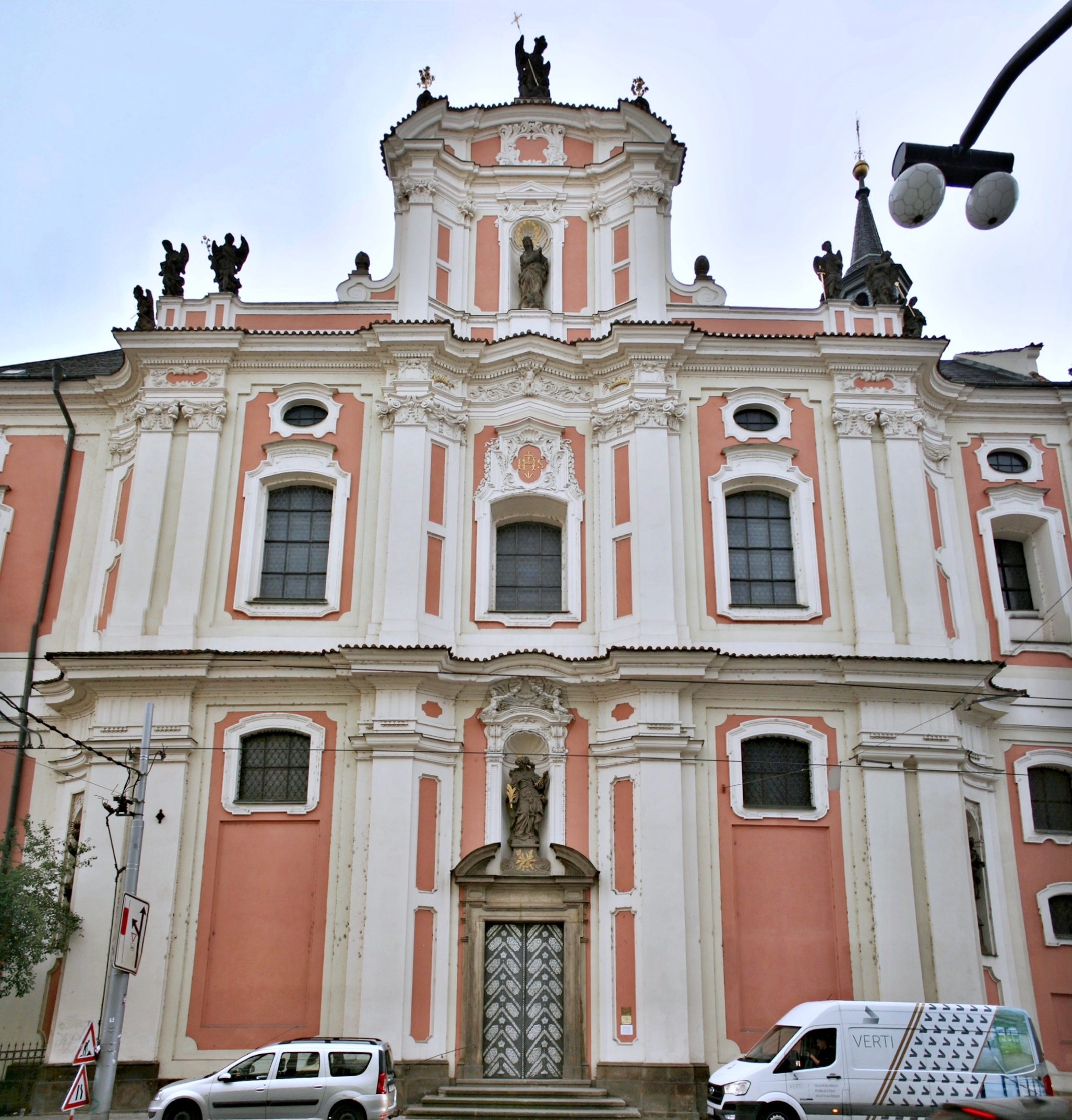
Marcantonio Canevale: Chiesa di Sant'Orsola a Praga

- Bernardo Canevalle († 1691, Bělá pod Bezdězem), architetto e costruttore, morì durante il completamento della chiesa di Bělá pod Bezdězem
- Giovanni Domenico Canevalle (1637?–1685, Praga), lavorò come costruttore delle mura di Praga, ricostruì il monastero e la chiesa a Zaječov (1686).
- (Giovanni) Giacomo Antonio Canevalle (1664?–1731, Praga), aristocratico praghese e costruttore di corte, negli anni 1685-1693 adattò il palazzo n. 158-I per Mattias Gallas, lavorò anche alla Praga Castello, costruì la chiesa a Volary (1688) ea Brloh (1697–1704)-
- Marco Antonio Canevalle o Marcantonio (1652–1711, Praga), architetto, partecipò alla ricostruzione barocca del monastero di Strahov (1682), progettò il monastero a Hejnice (1692) e la residenza vescovile a Hradec Králové, riparò gli interni del castello di Frýdlant, costruita la chiesa di s. Havel a Čečelice (1694–1711), la Santissima Trinità a Vratislavice vicino a Liberec (1700), la chiesa del castello dell'Annunciazione della Vergine Maria a Duchcov (prima del 1706) e il castello di Mnichovo Hradiště.
- Carlo Antonio Canevalle (1680–1740) progettò la chiesa di S. Nicholas a Vraclav (1721) e anche a Maková hora vicino a Smolotely (1722).